# Schlepptriebwagen

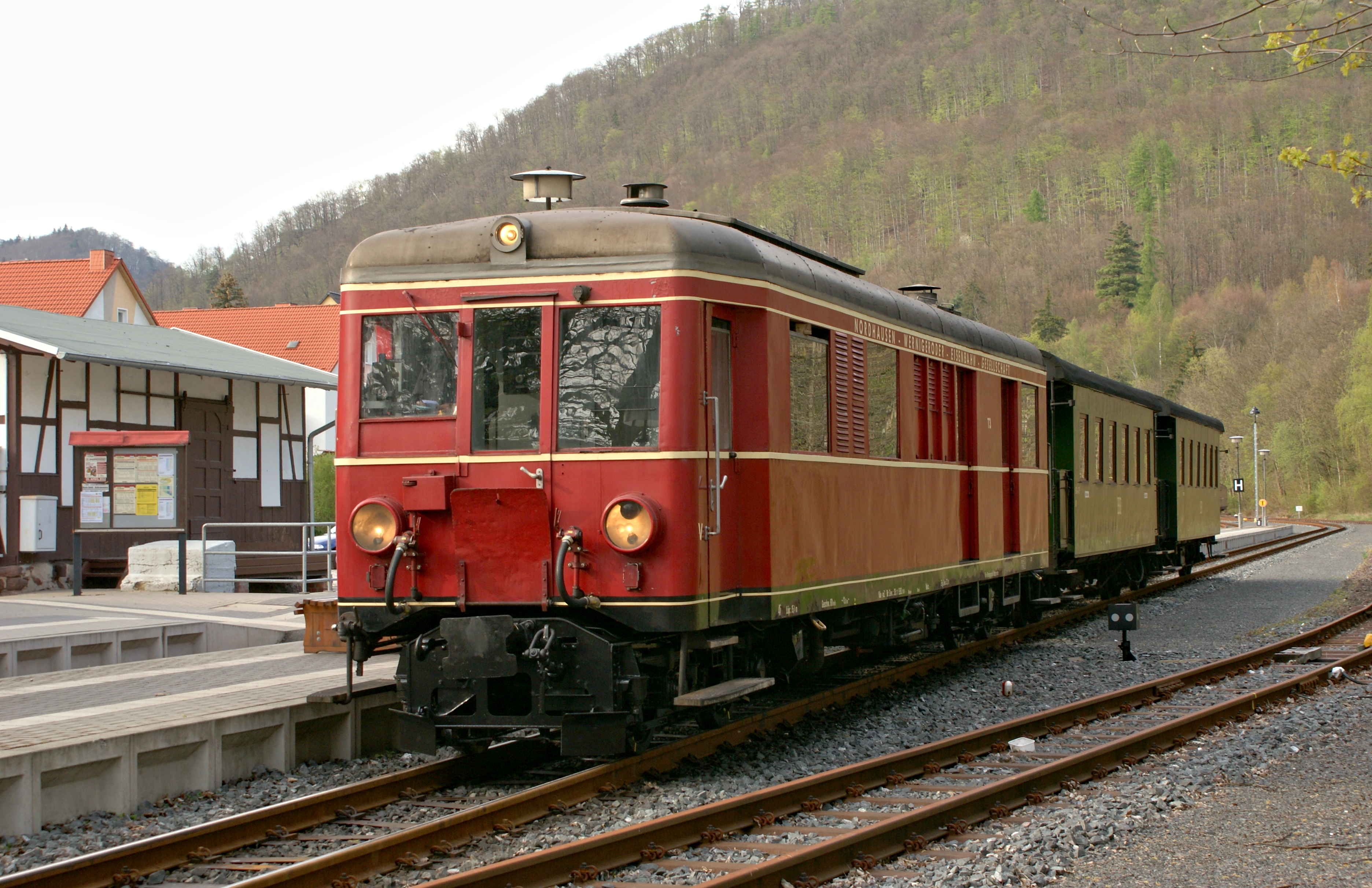
Als typischer Vertreter eines Schlepptriebwagens gilt der Triebwagen 187 025 der Harzer Schmalspurbahnen. Er besitzt zu diesem Zweck eine Übergangsmöglichkeit an der Front und schleppt hier zwei zusätzliche Personenwagen.

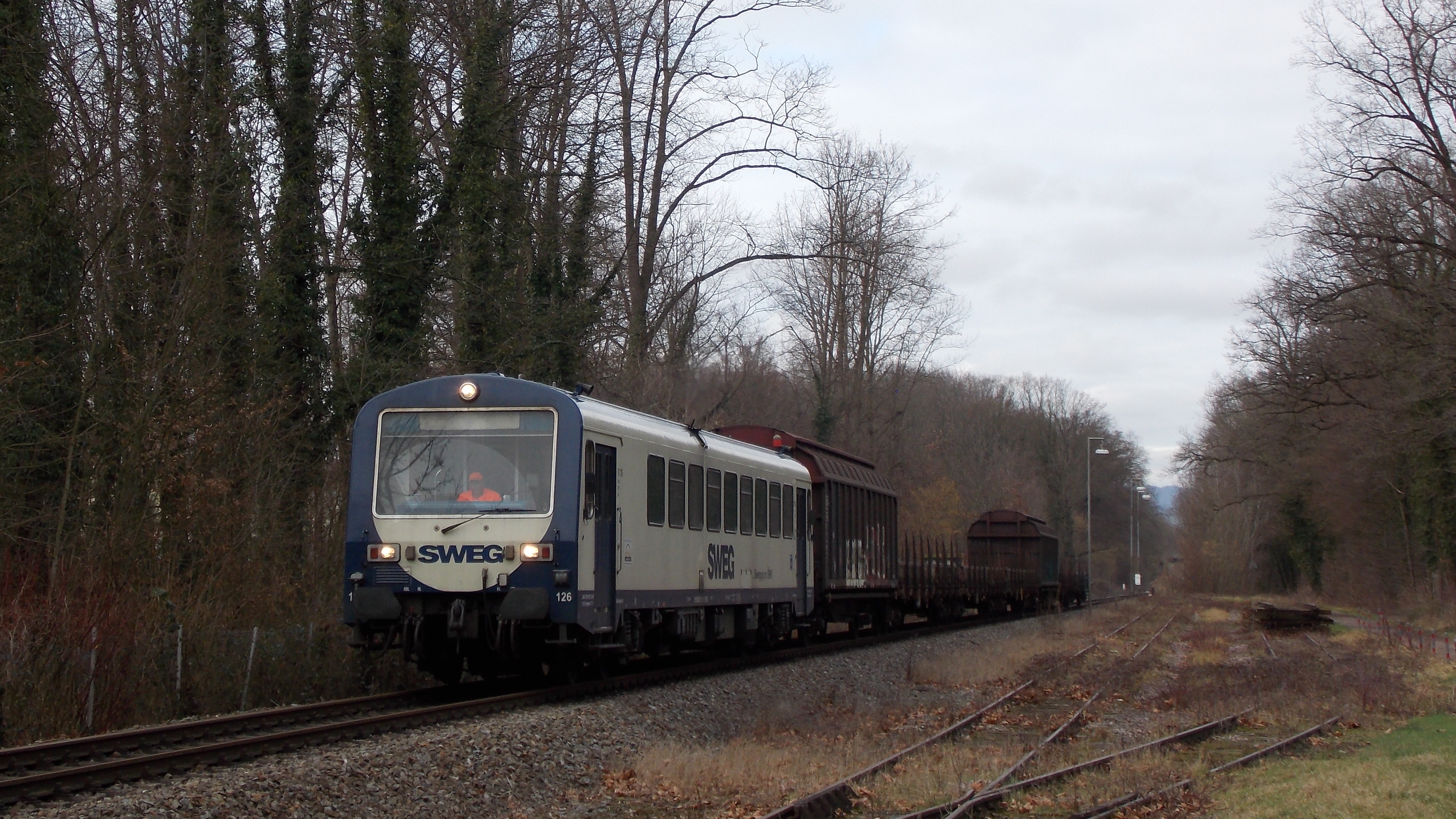
Ein NE81 der SWEG im Einsatz als Güterschlepptriebwagen ohne Personenbeförderung, 2016

Schlepptriebwagen oder Güterschlepptriebwagen sind in Deutschland übliche Begriffe für spezielle Eisenbahn-Fahrzeuge, die eine Kombination aus einem Triebwagen und einer Lokomotive darstellen.

## Definition und Beschreibung

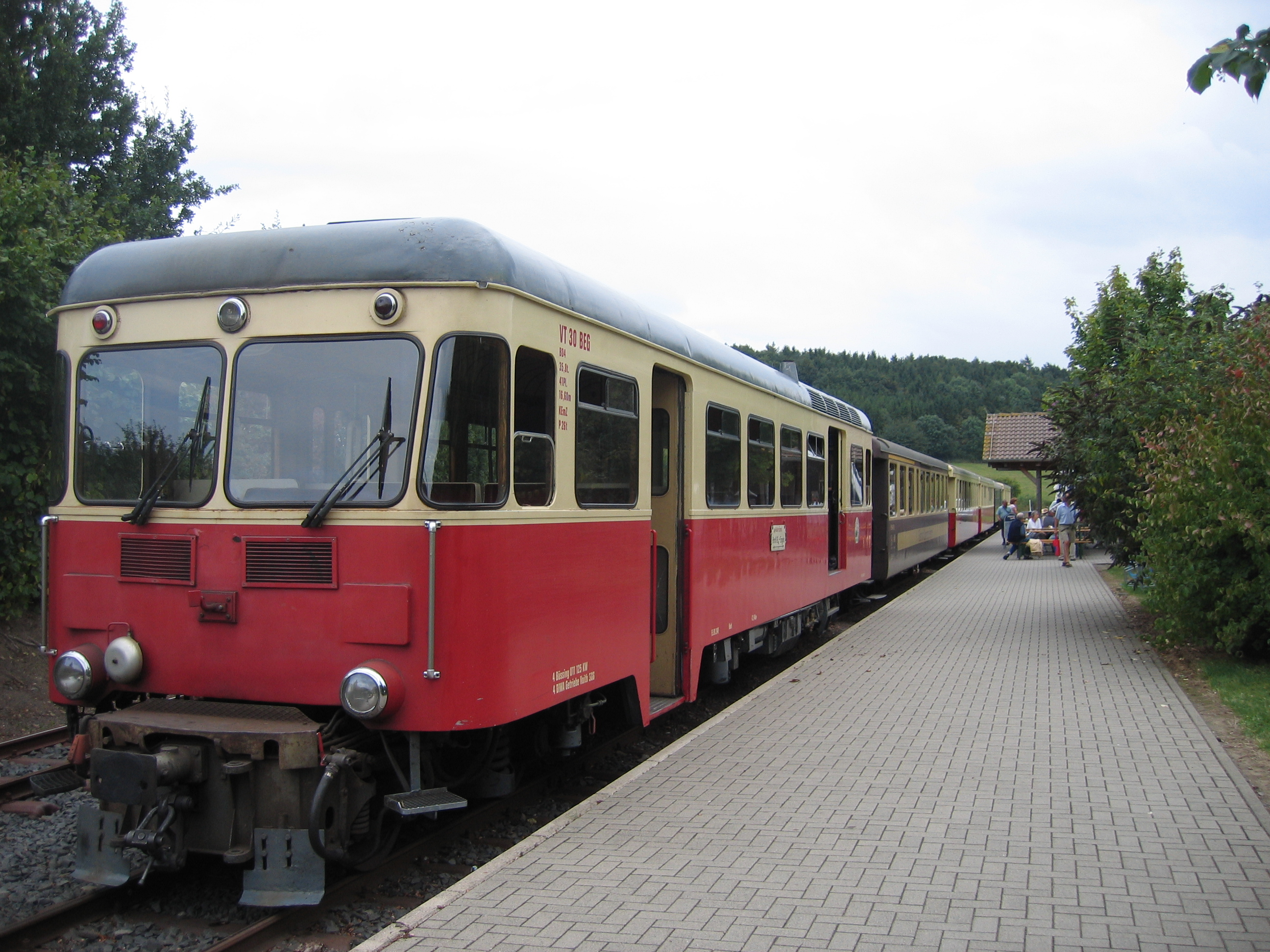
Der 1956 von der Waggonfabrik Fuchs gebaute VT 30 als Schlepptriebwagen auf der Brohltalbahn

Gemäß einer Definition von 1931 unterschied man damals zwischen Schienenmotorwagen mit 30 bis 60 PS Leistung, Alleintriebwagen mit 60 bis 180 PS Leistung (auch  Alleinfahrer- beziehungsweise Einzelfahrer-Triebwagen genannt) und Schlepptriebwagen mit 180 bis 650 PS Leistung.
Generell kann jedoch nahezu jeder Triebwagen als Schlepptriebwagen fungieren, sofern er mit entsprechenden Kupplungen beziehungsweise Puffern ausgerüstet ist. Daher ist Schlepptriebwagen zum einen eine Bezeichnung für eine bestimmte Betriebsform, zum anderen ein Begriff für Fahrzeuge, die bestimmte bauliche Merkmale aufweisen, welche das Mitführen zusätzlicher Anhängelasten erleichtern beziehungsweise überhaupt erst ermöglichen. Dazu zählen beispielsweise – neben dem signifikant stärkeren Antrieb – eine höhere Bremsleistung, aufwändigere Getriebe oder in Einzelfällen auch Übergangseinrichtungen zum jeweils nächsten Wagen – die jedoch in aller Regel nur für das Begleitpersonal freigegeben sind. Jedoch gelten Serientriebwagen wie der VT 98 oder der ETA 150, die gelegentlich einen oder zwei Personen- oder Güterwagen ziehen, nicht als Schlepptriebwagen. Dies gilt ebenso für Personentriebwagen, die ausschließlich zu diesem Zweck gebaute Mittelwagen, Beiwagen oder Steuerwagen mitführen.
Daher ist eine konkrete Abgrenzung zwischen Schlepp- und „Normal“-Triebwagen schwierig und manchmal fließend. Gleiches gilt für die Abgrenzung zum Gepäcktriebwagen beziehungsweise Posttriebwagen. Charakteristisch für die ersten, ab etwa Ende des 19. Jahrhunderts entstandenen elektrischen Schlepptriebwagen war eine verhältnismäßig starke Motorisierung, ein großes Pack-/Postabteil sowie relativ kleine oder gänzlich fehlende Fahrgasträume. Reine Gütertriebwagen unterscheiden sich dadurch, dass sie keine Fahrgasträume, dafür aber die gesamte Nutzfläche beanspruchende Post-/Packabteile haben und meist als Schlepptriebwagen konzipiert worden sind, was sich besonders auf die Motorleistung bezieht. Typisch für schmalspurige Schlepptriebwagen waren ferner hochliegende Normalspur-Regelpuffer mit Schraubenkupplung, zusätzlich zu der bei vielen Schmalspurbahnen üblichen Mittelpufferkupplung.

## Einsatzgebiete und Beispiele
Die meist einteiligen und zwei- oder vierachsigen Schlepptriebwagen waren früher vor allem bei Privat-, Klein-, Lokal-, Kreis- beziehungsweise Schmalspurbahnen anzutreffen. Sie ermöglichten dort einen wirtschaftlicheren und flexibleren Betrieb, weil keine gesonderten Lokomotiven für den Güterverkehr vorgehalten werden mussten, wenngleich Schlepptriebwagen in Anschaffung und Betrieb kostenintensiver als gewöhnliche Triebwagen sind. Häufig wurden dabei auch die heute nicht mehr üblichen gemischten Züge mit ihnen gefahren. Beispiel für einen bei Privatbahnen auch im Güterverkehr eingesetzten Dieseltriebwagen ist der zwischen 1951 und 1961 in 31 Exemplaren gebaute „Esslinger Triebwagen“ der Maschinenfabrik Esslingen.
Als typische Beispiele für elektrische Schlepptriebwagen in Deutschland gelten die Gütertriebwagen 21 und 22 der Extertalbahn, der Triebwagen T3 der Trossinger Eisenbahn, die Triebwagen 772, 891 und 895 der Lokalbahn Aktien-Gesellschaft, die Gepäcktriebwagen GT 1 und GT 2 der Schleizer Kleinbahn oder die Gütertriebwagen 18–20 der OEG.
Bei der Staatsbahn und auf Hauptstrecken konnte sich das Konzept hingegen nicht durchsetzen. Ausnahmen waren die 1941 beschafften Verbrennungstriebwagen 10 004 und 10 005 der Deutschen Reichsbahn, die offiziell als Güter-Schlepptriebwagen klassifiziert waren, sowie der 1951 von der Deutschen Bundesbahn beschaffte Versuchsträger VT 92 501.
Es kommt vor, dass Triebwagen nach Ende ihrer Einsatzzeit im Personenverkehr als Schlepptriebwagen genutzt werden. Der Wittfeld-Akkumulatortriebwagen ETA 178 112 zog in den 1960er Jahren im Arbeitszugdienst Güterwagen, der „Jumbo“ der Berliner S-Bahn verrichtete bis Dezember 2004 entsprechende Dienste.

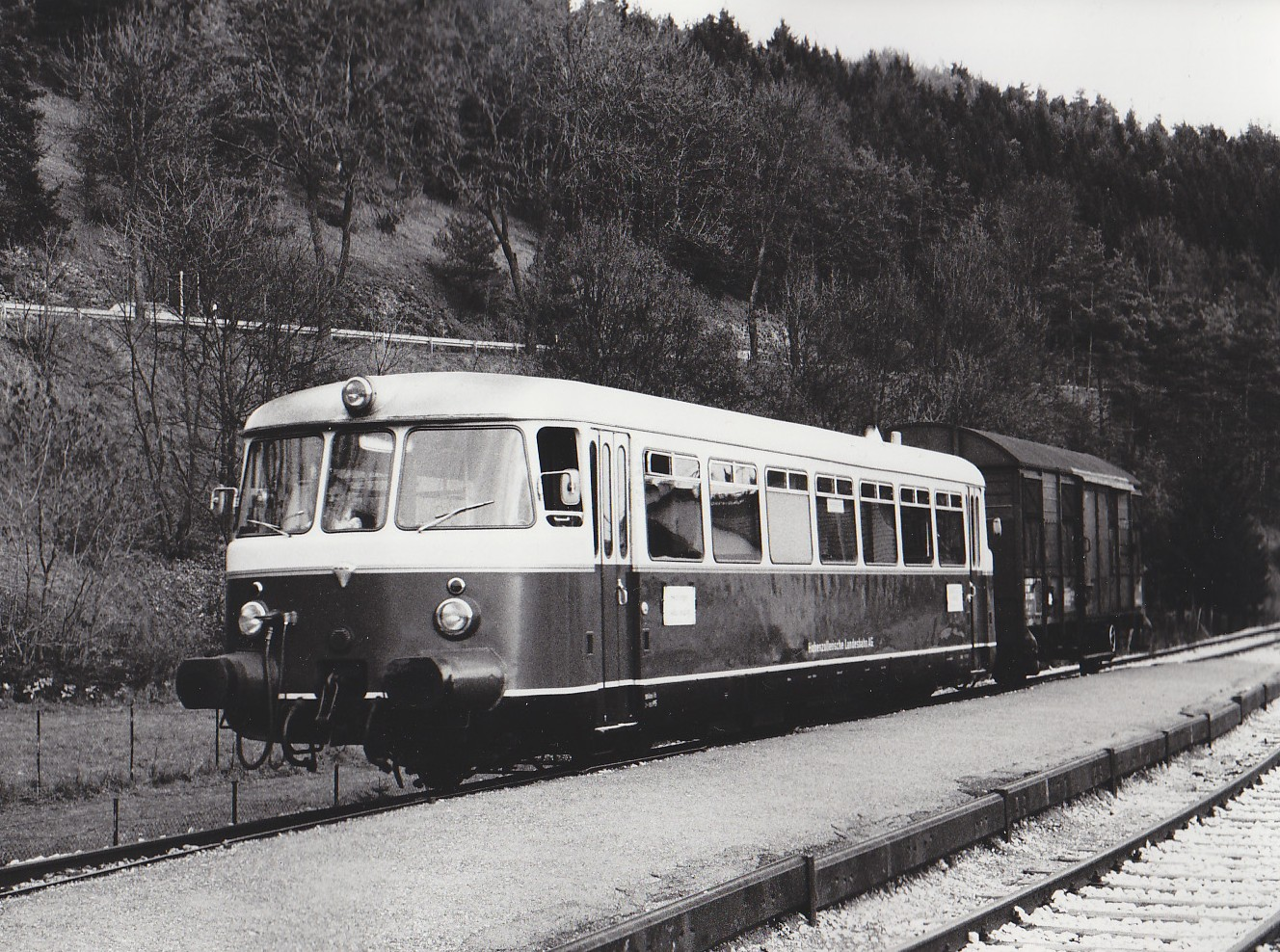
MAN-Schienenbus der Hohenzollerischen Landesbahn im Einsatz als gemischter Zug, 1985
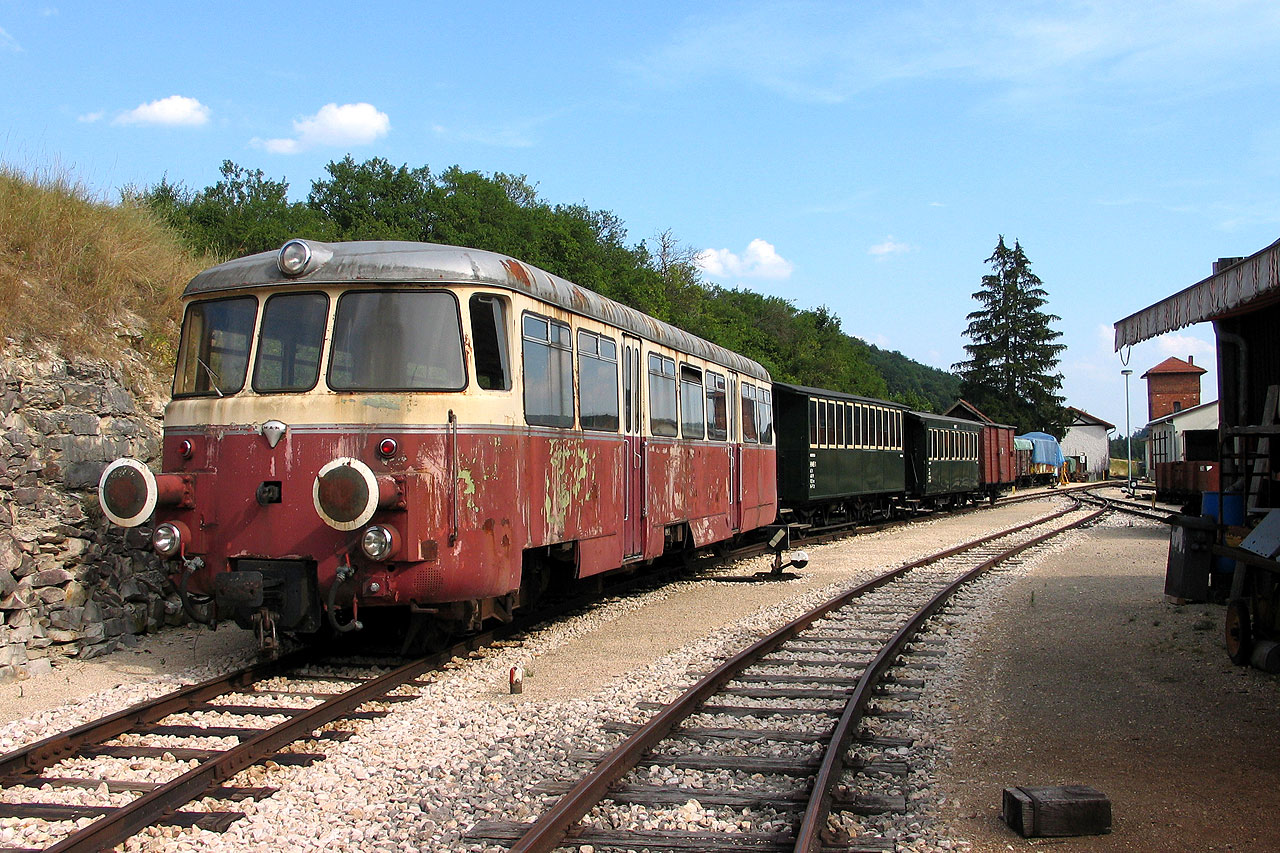
Schlepptriebwagen der Härtsfeldbahn mit Mittelpuffer- und Regelkupplung, letztere diente der Beförderung aufgebockter Normalspurgüterwagen
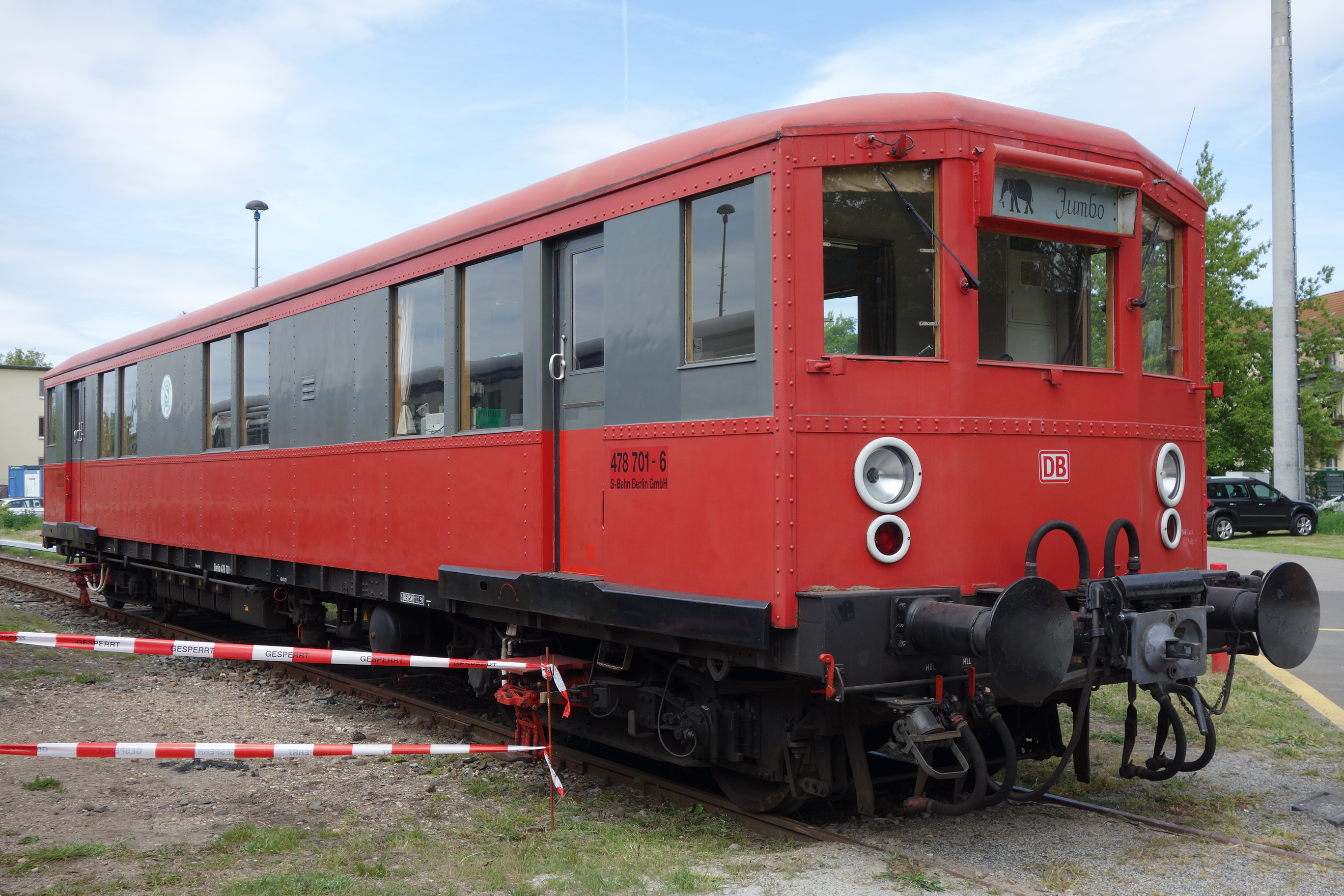
Der Rangier- und Schlepptriebwagen 478 701 „Jumbo“ der S-Bahn Berlin fungierte als Arbeitswagen für interne Zwecke

## Trivia
Außerdem halten manche Straßenbahn-Depots Schlepptriebwagen vor, die im Bedarfsfall havarierte Straßenbahnzüge abschleppen können. Hierbei ist die Bezeichnung jedoch in erster Linie eine Kurzform von Abschlepptriebwagen.